# Julius Caesar Czarnikow
Julius Caesar Czarnikow, né en 1838 à Sondershausen (Principauté de Schwarzbourg-Sondershausen) et mort le 17 avril 1909 à Londres (Royaume-Uni), est un courtier et investisseur dans le sucre, allemand de naissance, mais basé à Londres.

## Biographie
Polonais d'origine Juive, Julius Caesar Czarnikow est né en 1838 à Sondershausen, en Allemagne,. Son père était Moritz Czarnikow et sa mère, Johanne Bar.

### Carrière
Czarnikow a fondé une firme de courtage en sucre, Czarnikow & Co., en 1862. Il avait des bureaux à Liverpool, Glasgow et dans la Ville de New York. Il a été un investisseur dans la  Compagnie britannique des Indes orientales et ses projets sucriers en Europe Centrale.
En 1872, il fut aussi le plus grand investisseur dans l'Entreprise de Phosphate dela Caroline du Sud puis en 1888 un investisseur dans la Chambre de Compensation de Londres, où il a servi comme vice-président.
La  "Czarnikow Sugar Review", est lancée en 1873. Ce mensuel devient un journal de référence dans le monde du sucre et des produits tropicaux, avec des informations très fiable sur la Caraïbe. Installée en 1897 sous son propre nom à New-York, sa société s'associe avec le négociant et planteur cubain Manuel Rionda, puis fusionne avec lui en 1909, car elle a du mal à trouver le bon chimiste pour la fabrication du sucre.
Manuel Rionda était de son côté le cofondateur de la « Cuba Cane Sugar Company ». L'association avec Czarnikow l'amène à contrôler 80 % des récoltes dominicaines et portoricaines de sucre et 100 % de celle de Cuba pendant la Première Guerre mondiale puis à nouveau 30 % du sucre cubain à l'aube des années 1930.
Czarnikow est décédé le 17 avril 1909 à Londres. Au moment de sa mort, il est considéré comme « le plus grand courtier de sucre dans le monde ».